# Park Dietz
Park Elliot Dietz (1948) è uno psichiatra forense, criminologo sociologo statunitense.
Conosciuto e criticato per aver studiato i maggiori serial killer e aver collaborato con televisione e cinema nella realizzazione di film, documentari e serie tv.
Nella sua carriera ha intervistato moltissimi assassini, in ambito processuale o giuridico e non, ha studiato molti casi ed è stato assunto più volte dalle autorità come consulente. Tra i più famosi casi in cui ha avuto parte vi sono Jeffrey Dahmer, Theodore Kaczynski, Richard Kuklinski, John Hinckley Jr., Andrea Yates, Deanna Laney, Susan Smith, Cary Stayner, John Eleuthère du Pont, Erik e Lyle Menendez (nuovo processo), Melissa Drexler, Heriberto Seda e il caso di Polly Klaas per cui è stato condannato Richard Allen Davis.
Ha collaborato come commissario raccomandato dalla Casa Bianca nel 1986 con la Attorney General's Commission on Pornography, chiamata anche The Meese Report, commissione creata dal Procuratore generale degli Stati Uniti, che al tempo era Edwin Meese, con l'intento di documentare i vari aspetti del mercato pornografico, la storia della pornografia e i pericoli derivati dall'uso di materiale pornografico. La relazione di Meese succede il popolare President's Commission on Obscenity and Pornography ordinato da Lyndon B. Johnson.

## Infanzia e adolescenza
Dietz è cresciuto a Camp Hill, piccola cittadina della Pennsylvania. In quarta elementare l'insegnante consiglia alla famiglia di farlo visitare da un neurologo per la sua scarsa coordinazione, per reazione lui inizia a suonare la batteria e in pochi anni raggiunse un livello di bravura molto elevato, tanto da poter accompagnare band soul e rock. L'indole ribelle, il talento con la batteria e il fatto di aver iniziato a fumare molto presto gli danno la possibilità di misurarsi con i delinquentelli, la posizione sociale gli consente di avvicinare classi più alte e la bravura scolastica lo avvicina ai nerd. Così a soli 12 anni, come egli racconta, ha la possibilità di entrare in contatto con tante differenti personalità.

## Educazione
Entrò alla Cornell nel 1966 per poi laurearsi come medico nel 1975, con specializzazione alla Johns Hopkins. Divenne ben presto un accademico per la Harvard Medical School e la Schools of Law and Medicine della University of Virginia. Conseguì il dottorato in sociologia nel 1984.
- M.D. nel 1975
- M.P.H. nel 1975
- Ph.D. in sociologia nel 1984

È stato docente alla UCLA School of Medicine

## Cinema e Televisione
Collabora alla realizzazione di serie televisive come Law & Order come consulente sui profili dei criminali e sociopatici in numerosi episodi della serie dal 1995 al 2005 e nello spin-off Criminal Intent.

Viene anche consultato per la realizzazione di numerosi film per il grande schermo come Guardia del corpo, Copycat - Omicidi in serie, Il collezionista, Schegge di paura, Turbolence - La paura è nell'aria e Le verità nascoste (film).
Park Dietz ha studiato approfonditamente il caso di Jeffrey Dahmer ed è stato intervistato per la realizzazione di documentari, oltre che su altri criminali, soprattutto su Dahmer. Una sua intervista è stata montata nell'ottava puntata de La Linea D'Ombra, serie di documentari trasmessa da Rai 2, trattante del cannibalismo e della vita di Jeffrey Dahmer.

## Presidente e fondatore
Park Dietz è presidente e fondatore della Park Dietz & Associates, Inc. e della TAG - Threat Assessment Group, Inc.
La prima è una associazione di professionisti in ambito psichiatrico e forense. La seconda si occupa di istruire istituzioni e privati sulla prevenzione della violenza.